# Der Gefühlsmensch
Der Gefühlsmensch (spanisch El hombre sentimental) ist der fünfte Roman des spanischen Schriftstellers Javier Marías. Er erschien 1986 im Verlag Editorial Anagrama Barcelona; die deutsche Übersetzung von Elke Wehr wurde 1992 im Piper Verlag veröffentlicht.

## Inhalt
Ein spanischer Operntenor begegnet auf einer Zugfahrt drei Personen: der melancholischen Natalia Manur, in die er sich verlieben wird; deren Ehemann, einem herrischen Bankier; und deren Begleiter Dato.
In einem Hotel in Madrid trifft er auf Dato, dessen Aufgabe es ist, Natalia zu unterhalten und ihr die Zeit angenehm zu gestalten, da ihr Ehemann auf seinen Geschäftsreisen keine Zeit für sie haben kann. Sie hatte ihn einst aufgrund der finanziellen Notlage ihres Vaters und Bruders geheiratet.
Durch Dato vermittelt kommt es zu häufigen Zusammenkünften zwischen dem Tenor und Natalia, bis der Ehemann von den Absichten des Sängers erfährt und einschreitet.
Schließlich verlässt Natalia ihren Ehemann, der sich daraufhin erschießt. Auch der Tenor wird sie nicht halten können.
Der Roman behandelt das Thema Liebe von zwei Seiten, im Wunsch nach Liebe und im Erinnern der Liebe. Der Ehemann liebte Natalia, stieß aber nie auf Gegenliebe. Nach der Trennung war sein Sehnen und Wünschen aussichtslos geworden.
Der Tenor erinnert sich als Erzähler im Roman an die zurückliegenden Begebenheiten. Auch er konnte die Liebe nicht in Erfüllung halten. Ihm bleibt nur die Erinnerung an sie.
Ein zweites Thema im Roman ist die Unstetigkeit des modernen Menschen, die zugleich ein Grund für das Schwinden der Liebe ist. Die Berufe des Handelsreisenden und des Sängers, die beide ständig unterwegs sind, verhindern es, Heimat und damit Sicherheit entstehen zu lassen. Marías schildert eindrücklich den bedrückenden und melancholischen Charakter des unentwegten Reisens. So sah sich auch der Bankier nach der Trennung diesem Schicksal ausgeliefert, was er nicht ertragen konnte. Der Sänger hingegen, genauso einsam wie der Bankier, lebt von der Erinnerung an die Liebe. Natalia ist letztlich zweimal aus der Melancholie ausgebrochen und hat die beiden tragischen Figuren verlassen.

## Ausgaben
- El hombre sentimental. Editorial Anagrama, 1995, ISBN 84-339-1740-4

deutsch
- Der Gefühlsmensch. Roman. Aus dem Spanischen von Elke Wehr. Piper, München/Zürich 1992, ISBN 3-492-03388-1; ebd. 1996, ISBN 3-492-22459-8 (Serie Piper 2459); ebd. 1998, ISBN 3-492-22676-0 (Serie Piper 2676); Klett-Cotta, Stuttgart 2003, ISBN 3-608-93437-5